# Pedro Tiba
Pedro Tiba (Arcos de Valdevez, Portugal, 31 de agosto de 1988) es un futbolista portugués que juega de centrocampista en el G. D. Chaves de la Segunda División de Portugal.

## Clubes
| Club                           | País     | Año       |
| ------------------------------ | -------- | --------- |
| Clube Atlético de Valdevez     | Portugal | 2007-2009 |
| Kastoria F. C. (cedido)        | Grecia   | 2008      |
| S. C. Valenciano               | Portugal | 2009-2010 |
| A. D. Os Limianos              | Portugal | 2010-2012 |
| F. C. Tirsense                 | Portugal | 2012-2013 |
| Vitória Setúbal                | Portugal | 2013-2014 |
| Sporting Braga                 | Portugal | 2014-2017 |
| Real Valladolid C. F. (cedido) | España   | 2015-2016 |
| G. D. Chaves (cedido)          | Portugal | 2017      |
| G. D. Chaves                   | Portugal | 2017-2018 |
| Lech Poznań                    | Polonia  | 2018-2022 |
| Gil Vicente F. C.              | Portugal | 2022-2024 |
| G. D. Chaves                   | Portugal | 2024-     |

## Palmarés

### Títulos nacionales
| Título      | Club        | País    | Año  |
| ----------- | ----------- | ------- | ---- |
| Ekstraklasa | Lech Poznań | Polonia | 2022 |